# Ahmed Ghanem
Ahmed Ghanem es un escritor y abogado egipcio. Escribe principalmente sobre asuntos de Egipto y el Oriente Medio. Fundador del proyecto cultural Egipto en los ojos del mundo, cuenta con estudios de Derecho, Lenguas comparadas y egiptología.

## Sobre Ghanem
- Aunque Ahmed Ghanem, escribe y que se conozca más en Francés, y su primera aparición fue en la escritura en Francés, y él había escrito y publicado por primera vez en Francés ; Pero Aunque  él es más conocido en Egipto , a través del programa cultural de Egipto en los ojos del Mundo.
- Ghanem también ha escrito dos libros sobre Egipto .

## El programa cultural Egipto a los ojos del Mundo
- él es el fundador del "programa cultural Egipto en los ojos del Mundo", que se considera uno de los proyectos más importantes sin ánimo de lucro en el campo de la cultura en Egipto.
- El "programa cultural Egipto a los ojos del Mundo" es un proyecto en muchos idiomas ; en Inglés Egypt in the eyes of the World , en árabe  البرنامج الثقافي مصر في عيون العالم   o  مصر في عيون العالم .

## Acerca del programa cultural Egipto en los ojos del mundo

### Los objetivos del proyecto
Los objetivos del proyecto según lo confirmado por Ahmed Ghanem Fundador del programa cultural de Egipto a los ojos del Mundo.
(Según Ahmed Ghanem, como él dijo y confirmó muchas veces a la prensa) Los objetivos del proyecto son:
- La activación cultural.
- La revitalización del turismo.

### Los ejes del proyecto
(De acuerdo a las declaraciones realizadas por el fundador del proyecto, La prensa) Los ejes principales son.
- La literatura
- El teatro
- El patrimonio popular
- Las bellas artes

## La Embajada del Líbano en Egipto
.

El Líbano es uno de los países que participaron en las actividades de Egipto a los ojos del mundo a través de conferencias Egipto a los ojos de los libaneses

- A través de algunos de los eventos de Egipto a los ojos de los libaneses, sobre Egipto y la cultura egipcia a los ojos de los ciudadanos libaneses y la comunidad libanesa en Egipto, y También la visión general sobre la cultura egipcia oficialmente a través de la embajada de Líbano .

## Sociedad Dante Alighieri
- Sociedad Dante Alighieri participa un papel activo y muy importante en las actividades del programa cultural

Egipto en los ojos del Mundo, especialmente en las actividades y los eventos especiales de Egipto a los ojos de los italianos ( en el marco general del programa cultural Egipto en los ojos del Mundo) .

## El sindicato de los guías turísticos
El sindicato tiene un papel importante en las actividades, la asistencia y en la participación en las actividades del programa cultural de Egipto en los ojos del Mundo.

## Algunos de los dignatarios que participaron en los eventos

### Madeleine Tabar
Una de las artistas más importantes que han expresado su interés en la idea del programa cultural de Egipto en los ojos del Mundo y sugirieron algunas sugerencias para el programa que se han añadido a las recomendaciones de la conferencia.

### Representantes de Sociedad Dante Alighieri
(A través de sus representantes durante los eventos de Egipto a los ojos de los italianos). además de una élite de la comunidad italiana y los italianos en Egipto.

### El embajador de Líbano en Egipto
El embajador Khalid Zyada (embajador de Líbano a Egipto, y el embajador de Líbano ante la Liga Árabe) es uno de los que participaron en las actividades de Egipto en los ojos del mundo. Él y su esposa.

### El presidente de la autoridad de los palacios culturales
Saad Abdul Rahman Presidente de la autoridad de los palacios culturales es uno de los que participaron en las actividades de Egipto en los ojos del Mundo.
a la invitación de la coordinadora del proyecto, y quien destacó la importancia del papel de la cultura] y la importancia del proyecto cultural Egipto en los ojos del Mundo.

## Sobre algunas de las actividades del proyecto
- Algunos eventos realizados por Egipto en los ojos del mundo .

### La celebración de la Secretaría de Turismo para algunos eventos del proyecto
- El Ministerio de Turismo confirmó que la celebración de algunos eventos de Egipto en los ojos del Mundo está bajo el interés del ministerio en la organización de proyectos sin fines de lucro que beneficien a la comunidad.

### Egipto a los ojos de Líban
- Seminario en el Ministerio de Turismo en Egipto, titulado "Egipto a los ojos de Líbano" contó con la presencia del Embajador del Líbano en Egipto, la esposa del embajador, una élite de las autoridades egipcias del Ministerio de Turismo, la estrella libanesa Madeleine Tabar, y Ahmed Ghanem, Coordinador General del proyecto.

### La celebración de Gezira Arts Center para algunos eventos del proyecto
- Según declaraciones del Dr. Ahmed Abdul Ghani el jefe de Bellas Artes Sector que declararon a la prensa que la celebración de Egipto en los ojos del Mundo se inscribe en el marco del desarrollo de Bellas Artes Sector.

### La Conferencia en Gezira Arts Center( Gezira Centro de las Artes )
- Durante la Conferencia, que estaba en la sede de Gezira Arts Center Ahmed Ghanem Explicado el programa (Egipto en los ojos del Mundo).
- La Conferencia estuvo a la presencia del director de Gezira Arts Center (Gezira Centro de las Artes ) Enas Hosni quien destacó la importancia de la idea del proyecto.

## Egipto a los ojos de los italianos

Italia participa en las actividades de Egipto a los ojos del Mundo (a través de un grupo de intelectuales de la comunidad italiana y Sociedad Dante Alighieri) a través de la Conferencia Egipto a los ojos de los italianos.

- Conferencia con la participación de una élite de la comunidad italiana en Egipto, (Cooperación y participación con Sociedad Dante Alighieri del Cairo), en presencia de un representante del sindicato de la cinemática, un representante del sindicato de los guías turísticos y un representante del Ministerio de Turismo, en Gezira Arts Center ( Gezira Centro de las Artes).

## Algunos libros
- Revolución egipcia (visión política y económica)
- La mujer de Egipto, traducido al inglés
- La plaza Tahrir, traducido al inglés
- Cuarto viejo
- La revolución egipcia
- ¿Por qué muchos egipcios votaron por el candidato del antiguo régimen?
- Los estados totalitarios. en francés